# 안드라니크 마르가랸

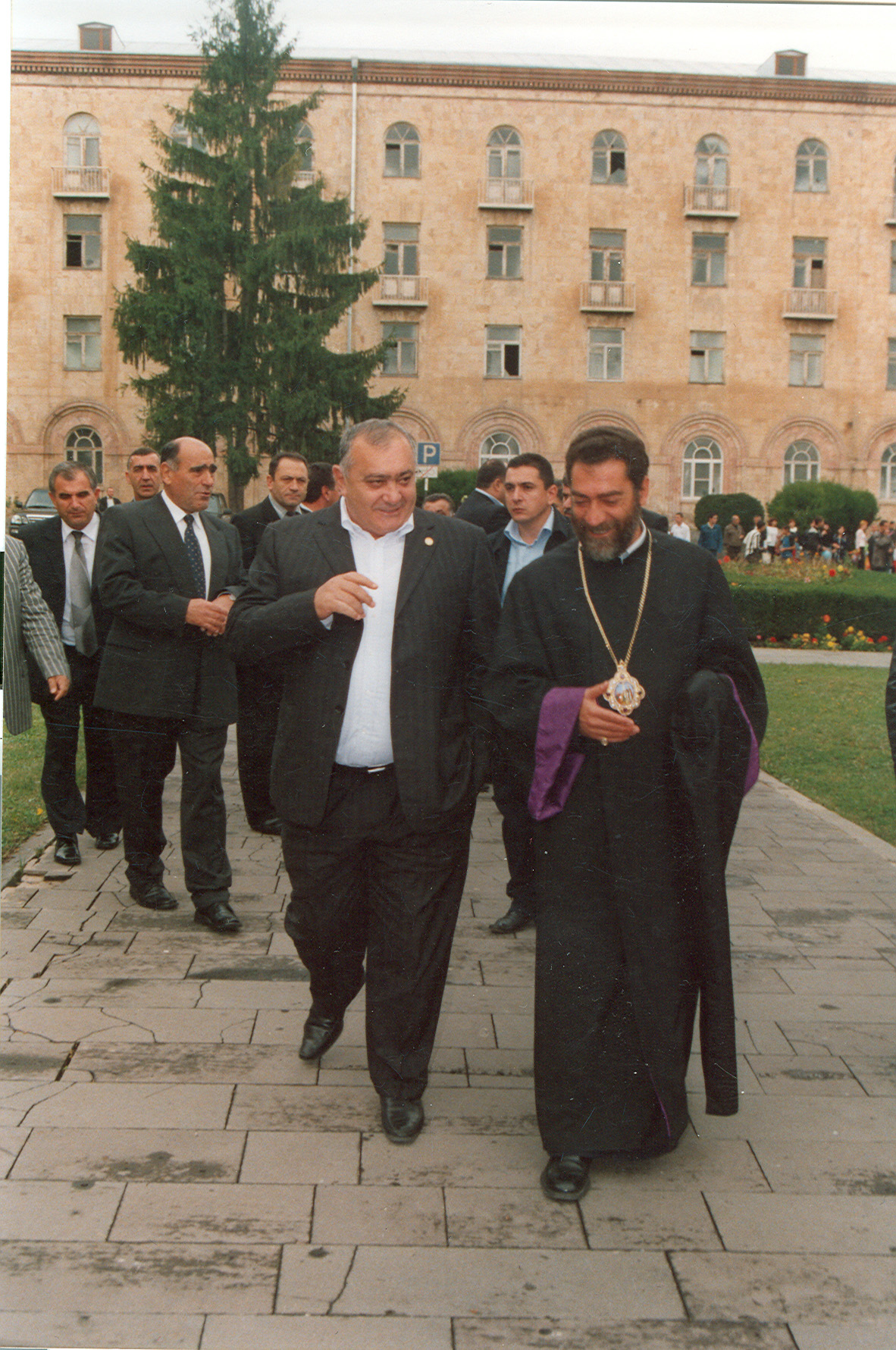
안드라니크 마르가랸 (왼쪽)

안드라니크 마르가랸(아르메니아어: Անդրանիկ Մարգարյան, 1951년 6월 12일 ~ 2007년 3월 25일)은 아르메니아의 정치인이다. 아르메니아 공화당의 당원이었으며, 2000년 5월 12일부터 2007년 3월 25일에 죽을 때까지 아르메니아의 총리로 재임했다.

## 생애
안드라니크 마르가랸은 1951년 6월 12일에 아르메니아 소비에트 사회주의 공화국의 예레반에서 태어났다. 예레반 과학기술 전문학교(현재의 아르메니아 국립 기술 대학교)에서 인공두뇌학을 전공했으며, 컴퓨터 공학자로 졸업을 했다.
1992년에 아르메니아가 독립을 한 후 아르메니아 공화당의 당원이 되었다. 1999년에 당시 총리였던 바즈겐 사르키샨이 암살당하고, 몇 주 뒤 총리로 임명된 바즈겐 사르키샨의 동생인 아람 사르키샨이 관직에 있다가 2000년 5월 2일에 경질되었다. 같은 해 5월 12일, 안드라니크 마르가랸은 제14대 총리로 임명되었고 거의 7년을 재직한 후 2007년 3월 25일에 심근 경색으로 사망했다.

## 참고
1. ↑  “Armenian PM dies of heart attack”. 《BBC News》. 2007년 3월 25일. 2007년 3월 25일에 확인함.

| 전임 아람 사르키샨 | 아르메니아의 총리 2000년 ~ 2007년 | 후임 세르지 사르키샨 |